# Матч СССР — США по боксу 1971
Матч СССР — США по боксу 1971 года проходил 23 января в Лас-Вегасе на арене «Сизарс-пэлас». В рамках тура советской сборной состоялись показательные выступления в Денвере и Луисвилле против местных команд Международной лиги бокса (IBL) — «Денвер Рокс» и «Кентукки Пейсерс».

## Официальный матч
В составе советской команды было пять боксёров, которые уже принимали участие в подобных матчах: для Толкова и Сарояна это был второй матч, а для Запорожца, Мельникова и Хромова — третий. Из числа американских спортсменов в предыдущих матчах участвовали Эдуард Сантьяго, Ларри Уорд, и Джесси Вальдес. Матч был выигран советской сборной со счётом 6:5.
| Весовая категория | Победитель          | Соперник         | Результат                          |
| ----------------- | ------------------- | ---------------- | ---------------------------------- |
| до 48 кг          | Анатолий Семёнов    | Альберт Дейвил   |                                    |
| до 51 кг          | Грегори Льюис       | Виктор Запорожец |                                    |
| до 54 кг          | Анатолий Левищев    | Эдуард Сантьяго  |                                    |
| до 57 кг          | Александр Мельников | Джозеф Ривера    |                                    |
| до 60 кг          | Хавьер Муниц        | Николай Хромов   |                                    |
| до 63,5 кг        | Сурен Казарян       | Фред Вашингтон   |                                    |
| до 67 кг          | Джесси Вальдес      | Леонид Тлеубаев  | нокаут (3 раунд; 1:52)             |
| до 71 кг          | Ларри Карлайл       | Олег Толков      | нокаут (3 раунд; 0:42)             |
| до 75 кг          | Юозас Юоцявичус     | Ларри Уорд       |                                    |
| до 81 кг          | Олег Коротаев       | Натаниел Джексон | нокаут (3 раунд)                   |
| свыше 81 кг       | Рон Лайл            | Камо Сароян      | явное преимущество (2 раунд; 0:30) |

## Показательные выступления

### Денвер
26 января состоялся неофициальный матч сборных в Денвере (штат Колорадо) на ринге Аудиториум-арена. Матч состоял из пяти боёв. Советские боксёры выиграли четыре боя, из них три — нокаутом. Снаружи здание арены пикетировалось членами Американской Еврейской Конференции, протестующими против притеснения евреев в СССР.
| Весовая категория | Победитель          | Соперник        | Результат              |
| ----------------- | ------------------- | --------------- | ---------------------- |
| до 48 кг          | Анатолий Семёнов    | Джесси Трухильо | нокаут (1 раунд, 1:06) |
| до 57 кг          | Александр Мельников | Чак Коронадо    | нокаут (1 раунд, 2:24) |
| до 60 кг          | Николай Хромов      | Сантьяго Рос    |                        |
| до 63,5 кг        | Ларри Бондз         | Сурен Казарян   |                        |
| до 75 кг          | Юозас Юоцявичус     | Джим Фаррел     | нокаут (1 раунд, 1:49) |

### Луисвилл
27 января состоялся второй неофициальный матч сборных на арене «Фридом-Холл», в Луисвилле (штат Кентукки) в рамках вечера бокса, в программе которого было 11 поединков, 5 матчевых встреч и 6 поединков американских боксёров-любителей между собой. Как и предыдущем, в этом матче боксировали представители пяти весовых категорий и советские боксёры снова одержали командную победу 4:1.
| Весовая категория | Победитель       | Соперник         | Результат                    |
| ----------------- | ---------------- | ---------------- | ---------------------------- |
| до 51 кг          | Виктор Запорожец | Пол Джексон      |                              |
| до 54 кг          | Рики Каррерас    | Анатолий Левищев | рассечение (3 раунд)         |
| до 71 кг          | Олег Толков      | Ков Грин         |                              |
| до 81 кг          | Олег Коротаев    | Уильям Ратлиф    | явное преимущество (2 раунд) |
| свыше 81 кг       | Камо Сароян      | Эл Брэкстон      | явное преимущество (2 раунд) |